# RJ-48
RJ-48 es una interfaz física, la cual es usada para conexiones T1 e ISDN en redes de área local (LAN) y ciertos servicios digitales. Usa las ocho posiciones del conector. 

RJ48C y RJ48X Cableado 
| Pin | Par | Señal     |
| --- | --- | --------- |
| 1   | R   | RX Ring   |
| 2   | T   | RX Tip    |
| 3   |     | reservado |
| 4   | R1  | TX Ring   |
| 5   | T1  | TX Tip    |
| 6   |     | reservado |
| 7   |     | shield    |
| 8   |     | shield    |

- RJ48C es comúnmente usado para líneas T1, usando los pins 1, 2, 4 y 5.

- RJ48X es una variación RJ48C

- RJ48S es típicamente usado para canales de datos de redes de área local y ciertos servicios digitales, y puede usar 1 o 2 líneas.

- Datos: Q2897746